# Dasyatis microps
Dasyatis microps és una espècie de peix de la família dels dasiàtids i de l'ordre dels myliobatiformes.

## Morfologia
- Els mascles poden assolir 320 cm de longitud total.[2][3]

## Reproducció
És ovovivípar.

## Hàbitat
És un peix d'aigües profundes i demersal.

## Distribució geogràfica
Es troba a Austràlia, Bangladesh, l'Índia, Malàisia i Moçambic, incloent-hi l'estuari del riu Ganges.

## Ús comercial
Se n'utilitza la carn, el cartílag i, probablement també, la pell.

## Observacions
És inofensiu per als humans.